# تنبيه النائم الغمر على مواسم العمر
تنبيه النائم الغمر على مواسم العمر هو كتاب عن مواسم وتقسيم الأعمار وطاعاتها، ألفه الحافظ ابن الجوزي (508 هـ - 597 هـ)، ذكر المؤلف في كتابه أقسام عمر الإنسان وجعلها أربع مواسم، ثم ذكر عمر كل موسم وفصل فيه، ونبه الغافل عن فوات مواسم العمر والعبادات.
موضوعات كتاب تنبيه النائم الغمر على مواسم العمر:
1. الموسم الأول: من وقت الولادة إلى زمان البلوغ وذلك خمس عشر سنة.
2. الموسم الثاني: من زمان البلوغ إلى منتهى الشباب.
3. الموسم الثالث: حال الكهولة.
4. الموسم الرابع: الشيخوخة.